# 張和 (萬曆舉人)
張和（16世紀—17世紀），字培先，南直隸淮安府山陽縣人，明朝政治人物。

## 生平
萬曆二十二年（1594年），張和考中甲午科應天鄉試，萬曆二十三年（1595年）登會試副榜，授海康知縣，平反七十多件冤案救活幾千人，陞順天通判署任推官，轄下縣內有惡人白晝殺人，拿出賄賂求免死，他置之不顧將其正法，縣民都感到高興，入朝擔任刑部主事、陞員外郎，外轉平樂知府，朝廷下放的數萬軍餉，收放悉以原數，絕無絲毫染指，又為地方禱風滅火祈雨，獲時人所稱，因病辭官回鄉歸，死後入祀鄕賢祠。

## 引用
1. 1 2  嘉慶《重修山陽縣志·卷十二·人物二》：張和，字培先，中會試乙牓，知海康縣，平反疑讞縱遣幾及千人，升順天府通判署推官，縣大猾白晝殺人，㗖和以利，和不顧卒正其獄，絫遷刑部員外郎，知平樂府，事禱風滅火祈雨有異驗，為時所稱，病歸卒，祀鄕賢。
2. ↑  乾隆《淮安府志·卷二十二·人物》：張和，字培先，山陽人，萬曆甲午舉人，乙未會試中乙榜，授海康知縣，決郡邑囚七十疑案，縱遣幾千人，陞順天府通判，署推官，大猾某白晝殺人，以賄倖免，和得其情卒抵于法，都人快之，遷刑部主事，歷陞樂平【平樂】知府，戍卒軍餉數萬，收放悉以原鏹無所染指，至禱風滅火、祈雨蘇旱無不應驗騐，以病乞歸卒。